# 上海淘米
上海淘米网络科技有限公司，简称淘米、淘米网络或上海淘米，成立于2007年10月，是中国一家以网络游戏为主营业务的娱乐公司。其主要利润来自于会员费等虚拟产品销售。
2011年6月，上海淘米赴纽交所上市，成为首家赴美上市的中国儿童概念股。
2012年8月，上海淘米被中华人民共和国文化部命名为第五批国家文化产业示范基地，同时被评为国家文化出口重点企业。
2015年6月3日，上海淘米收到私有化邀约，由淘米董事兼CEO汪海兵、董事兼总裁程云鹏、二人的子公司，以及东方证券子公司东方证券(上海)投资管理公司组成的财团收购其尚未持有的淘米网全部发行股。2015年12月12日，上海淘米签署私有化合并协议。2016年6月23日，上海淘米宣布完成私有化交易，正式从纽交所退市。
2018年10月，汪海兵被淘米公司告上了法庭，指控其損害公司利益，具體原因不詳，但基本已可確定現在的淘米公司已跟汪海兵無關。
2023年，元宇宙控股宣布收购淘米网络股权，预计年底完成交易。

## 遊戲
- 摩爾莊園（代表作、熱門作，暫时停止更新，项目组暂时解散；目前游戏内容只更新小部分内容）
- 賽爾號（代表作、熱門作）
- 功夫派（代表作，停止更新）
- 小花仙（代表作、熱門作）
- 約瑟傳說（停止更新）
- 熱血精靈派（停止更新）
- 魔法哈奇
- 創想兵團
- 极战联盟

## 停服遊戲/相关其他
- 摩爾莊園2
- 摩爾鬥鬥
- 摩爾勇士
- 戰神聯盟
- 卜克環遊記
- 賽羅奧特曼
- 麥咭小怪獸
- 淘米校巴
- 魔法哈奇2
- 淘米弹弹堂①
- 哆啦大冒险②
- 小小忍者③
- 飘渺西游④
- 魔镜online⑤
- 火影世界⑥
- 神仙道⑦
- 冒险王⑧
- 龙将⑨
- 梦幻飞仙⑩
- 神曲①①
- 小小海贼王①②
- 西游杀①③

注意：上例序号①-①③是指上海淘米与2125小游戏合作制作的游戏，全部都可以用米米号（淘米账号）登录；但目前这些游戏已全部关服，2125小游戏网站亦全部清空。

## 动画/电影
上海淘米自2011年起开始推出由游戏改编的动画片，後於2022年12月動畫部門解散後就不再製作動畫。
- 摩爾莊園 (動畫片)（1-3季；第四季网络上宣称即将播出，官方並没有公布回应。）
- 赛尔号 (动画)（1-12季）

注意：台灣東森幼幼台向台湾淘米购买《赛尔号》动画片的部分季数播放权。
- 小花仙(动画)（1-8季；第六季秋季篇在2022年7月28日起在芒果tv獨播播出。）

上海淘米自2011年起开始推出由游戏改编的电影（包括电视节目）。
摩尔系列
- 摩尔庄园冰世纪
- 摩尔庄园2海妖宝藏
- 摩尔庄园3魔幻列车大冒险

賽爾號電影版系列
- 賽爾號大電影1：尋找鳳凰神獸
- 赛尔号大电影2：雷伊与迈尔斯
- 赛尔号大电影3：战神联盟
- 赛尔号大电影4：圣魔之战
- 赛尔号大电影5：雷神崛起
- 赛尔号大电影6：圣者无敌
- 賽爾號大電影7：瘋狂機器城

小花仙系列
- 小花仙在官方游戏的“叶子报”中设置过一份调查问卷，调查玩家们的意见是否发行小花仙大电影，名称为《小花仙大电影之奇迹少女》，該電影於2021年8月21日在中國大陸上映。

电视节目系列
- 淘米梦想学院（播放卫星频道：金鹰卡通、嘉佳卡通、优漫卡通、炫动卡通等儿童卫视。）

注意：淘米梦想学院并未登陆台湾的各大卫视，所以台湾淘米不具有代理权。

## 手机应用程序
淘米视频（包括安卓app/pad app）

### 應用遊戲
| 遊戲名稱              | 软件售价(美金)           | 開放日期   | 狀態   | 支持语言          | 支持装置                                                  | 製作公司                 |
| 摩爾莊園              | 免費                     | 2011年10月 | 已下架 | 繁中、簡中、英語  | iPhone、iPod、iPad全系列                                  | 上海淘米網絡科技         |
| 摩爾卡丁車2           | 免費                     | 2011年12月 | 已下架 | 繁中、簡中、英語  | iPhone 4以上,iPod touch 第4代以上,iPad全系列，Android裝置 | 上海淘米網絡科技         |
| 摩爾寶寶              | 免費                     | 2012年2月  | 已下架 | 繁中、簡中、英語  | iPhone、iPod、iPad全系列                                  | 上海淘米網絡科技         |
| 賽爾號試玩版          | 不適用                   | 2012年5月  | 已下架 | 簡中              | iPad全系列                                                | 上海淘米網絡科技         |
| 赛尔号启航（赛尔号M） | 免费                     | 2016.12    | 營運中 | 简体中文/繁体中文 | 安卓全系列，ios全系列                                     | 上海淘米网络科技         |
| 赛尔号星球大战        | 安卓免费，iOS:1RMB（￥） | 2018.9.12  | 營運中 | 简体中文          | 安卓，iOS全系列                                           | 上海淘米网络科技有限公司 |

- 以上介紹提到之售價僅供參考，價格可能隨時變動。

### 電子書
| 遊戲名稱     | 软件售价(美金) | 開放日期  | 狀態   | 支持语言         | 支持装置   | 製作公司         |
| 悄悄話樹洞   | 0.99           | 2012年4月 | 營運中 | 繁中、簡中、英語 | iPad全系列 | 上海淘米網絡科技 |
| 拉仔的秘密   | 0.99           | 2012年4月 | 營運中 | 繁中、簡中、英語 | iPad全系列 | 上海淘米網絡科技 |
| 鐵皮人尋心記 | 0.99           | 2012年4月 | 營運中 | 繁中、簡中、英語 | iPad全系列 | 上海淘米網絡科技 |
| 雕塑風波     | 0.99           | 2012年4月 | 營運中 | 繁中、簡中、英語 | iPad全系列 | 上海淘米網絡科技 |
| 山洞歷險記   | 0.99           | 2012年4月 | 營運中 | 繁中、簡中、英語 | iPad全系列 | 上海淘米網絡科技 |
| 誰動了神奇筆 | 0.99           | 2012年4月 | 營運中 | 繁中、簡中、英語 | iPad全系列 | 上海淘米網絡科技 |
| 拉姆大作戰   | 0.99           | 2012年8月 | 營運中 | 繁中、簡中、英語 | iPad全系列 | 上海淘米網絡科技 |
| 庫拉中大獎了 | 0.99           | 2012年8月 | 營運中 | 繁中、簡中、英語 | iPad全系列 | 上海淘米網絡科技 |
| 功夫少女     | 0.99           | 2012年8月 | 營運中 | 繁中、簡中、英語 | iPad全系列 | 上海淘米網絡科技 |
| 他叫RK       | 0.99           | 2012年8月 | 營運中 | 繁中、簡中、英語 | iPad全系列 | 上海淘米網絡科技 |
| 公主駕到     | 0.99           | 2012年8月 | 營運中 | 繁中、簡中、英語 | iPad全系列 | 上海淘米網絡科技 |
| 保母计划     | 0.99           | 2012年8月 | 营运中 | 繁中、简中、英语 | iPad全系列 | 上海淘米网络科技 |

- 以上介紹提到之售價僅供參考，價格可能隨時變動。

## 淘米其他子网站
- 淘米游戏客服中心
- 淘米充值中心
- 淘米游戏论坛
- 淘米视频